# Hakka (språk)
Hakka är en av de många dialekter eller språk som tillhör den större språkgrupp som går under benämningen kinesiska. Den stora majoriteten av dess talare tillhör hakka-folket.
Språkets namn kommer av hak 客 (pinyin: kè) "gäst" och ka 家 (pinyin: jīa) "familj". Bland talare av språket går det under en rad benämningar: hak-ka-fa/-va 客家語, hak-fa/-va, 客語, tu-gong-dung-fa/-va 土廣東話, ngai-fa/-va "亻厓"話 ("vårt språk")
Det finns många dialekter av hakka som talas i Guangdong, Fujian, Jiangxi, Guangxi, Sichuan, Hunan, Guizhou och även Hainan-öarna samt Taiwan.